# Gerrit Trooster (voetballer)
Gerrit Trooster (Enschede, 21 november 1927 – Haaksbergen, 6 augustus 2010) was een Nederlands voetballer die tussen 1944 en 1961 uitkwam voor de Enschedese voetbalclub Rigtersbleek.
Trooster was werkzaam bij de textielfabriek G.J. van Heek & Zonen. Als tiener maakte hij in de Tweede Wereldoorlog zijn debuut in het eerste van de fabrieksploeg Rigtersbleek. Als rechtsbuiten maakte hij in 1953 de promotie naar de Eerste klasse en in 1954 de overgang naar het betaald voetbal. De ploeg kwam in seizoen 1955/56 uit in de Hoofdklasse en vanaf 1956 in de nieuw gevormde Eerste divisie.
Bij Rigtersbleek speelde Trooster onder andere samen met Wim Bleijenberg. Hij scoorde in december 1954, kort na de instelling van de profcompetitie in Nederland, de winnende 1–0 in een uitwedstrijd tegen het ongenaakbaar geachte Fortuna '54. In 1956 stond hij samen met Bleijenberg in de belangstelling van Ajax. Bleijenberg vertrok, Trooster bleef bij Rigtersbleek omdat hij zijn schoonmaakbedrijf niet wilde opgeven. Ook de belangstelling van Sportclub Enschede sloeg hij herhaaldelijk af. Hij kwam uit voor het Nederlands Bondselftal en was jarenlang vaste keuze in het Oostelijk elftal.
In 1961 keerde Rigtersbleek, dat een seizoen eerder was gedegradeerd naar de Tweede divisie, vanwege structurele financiële problemen terug naar het amateurvoetbal. Trooster maakte tegelijkertijd een einde aan zijn actieve loopbaan. In verschillende functies was hij echter nog jarenlang actief voor Rigtersbleek. Hij was 75 jaar lid van de vereniging en werd bij zijn aftreden als bestuurslid in 1985 benoemd tot erelid.

## Carrièrestatistieken
| Seizoen         | Club            | Land            | Competitie                   | Competitie | Competitie | Beker | Beker | Internationaal | Internationaal | Overig | Overig | Totaal | Totaal |
| Seizoen         | Club            | Land            | Competitie                   | Wed.       | Dlp.       | Wed.  | Dlp.  | Wed.           | Dlp.           | Wed.   | Dlp.   | Wed.   | Dlp.   |
| --------------- | --------------- | --------------- | ---------------------------- | ---------- | ---------- | ----- | ----- | -------------- | -------------- | ------ | ------ | ------ | ------ |
| 1954/55         | Rigtersbleek    | Nederland       | Eerste klasse B (Afgebroken) | –          | 5          | –     | –     | –              | –              | 0      | 0      | –      | 5      |
| 1954/55         | Rigtersbleek    | Nederland       | Eerste klasse B              | –          | 21         | –     | –     | –              | –              | 0      | 0      | –      | 21     |
| 1955/56         | Rigtersbleek    | Nederland       | Hoofdklasse A                | –          | 15         | –     | –     | –              | –              | 0      | 0      | –      | 15     |
| 1956/57         | Rigtersbleek    | Nederland       | Eerste divisie B             | –          | 15         | –     | 0     | –              | –              | 0      | 0      | –      | 15     |
| 1957/58         | Rigtersbleek    | Nederland       | Eerste divisie B             | –          | 20         | 2     | 2     | –              | –              | 0      | 0      | –      | 22     |
| 1958/59         | Rigtersbleek    | Nederland       | Eerste divisie B             | –          | 16         | –     | 0     | –              | –              | 0      | 0      | –      | 16     |
| 1959/60         | Rigtersbleek    | Nederland       | Eerste divisie A             | –          | 9          | –     | –     | –              | –              | 0      | 0      | –      | 9      |
| 1960/61         | Rigtersbleek    | Nederland       | Tweede divisie               | –          | 0          | –     | 0     | –              | –              | 0      | 0      | –      | 0      |
| Carrière totaal | Carrière totaal | Carrière totaal | Carrière totaal              | –          | 101        | –     | 2     | 0              | 0              | 0      | 0      | –      | 103    |